# Hongguang
Zhu Yousong, Príncipe de Fu, fue el decimoséptimo emperador de la dinastía Ming en China entre 1644 y 1645, con el nombre de Hongguang ("Gran Luz"). Fue el primero de los epígonos llamados Ming Meridionales.

## Vida
Zhu Yousong (朱由崧), nació en el seno de la familia imperial Ming, hijo del Príncipe de Fu, Zhu Changxun, el disoluto hijo predilecto del emperador Wanli. Tras su muerte a manos de rebeldes, Zhu Yousong se refugió en la corte imperial y fue gratificado con el título de su padre.
En mayo de 1645, tras la caída de Pekín y el suicidio del emperador Chongzhen, Nankín se convirtió en el centro de los lealistas Ming y la resistencia tanto contra los rebeldes como contra los manchúes. Puesto que los hijos del difunto emperador quedaron en manos de los manchúes, los lealistas buscaron un nuevo soberano en torno al cual reconstruir el Estado Ming.
A pesar de su escandaloso estilo de vida, el Príncipe de Fu era el más cercano en la línea de sucesión, y contó con el apoyo de Ma Shiying (馬士英) y Shi Kefa, dos de los más importantes señores de la guerra del sur. El 5 de junio llegó a la capital, y al día siguiente aceptó el título de "Protector del Estado" (監國). El 7 de junio ocupó el viejo palacio imperial, donde recibió las insignias de su cargo, y fue oficialmente coronado como emperador el 19 de junio de 1644 con el nombre de Hongguang.
Mientras el nuevo emperador se entregaba a una vida disoluta, su gobierno proclamó públicamente que se aliaría con los tártaros para someter a los bandidos, pero en realidad adoptó una política mucho más oportunista: dejar que los rebeldes y los manchúes combatieran entre sí mientras se reorganizaban y reconstruían sus fuerzas. 
Sus esfuerzos resultaron baladíes. Los Ming Meridionales seguían sufriendo los mismos problemas que venían minando el gobierno imperial desde hacía años: crisis fiscal, corrupción rampante, faccionalismo y debilidad militar. Su realpolitik aprovechada sólo logró sumar voluntades a la causa manchú, ya que era la única que intentaba realmente restablecer el orden, poner coto a la corrupción y cumplir el Mandato del Cielo.
En 1645 los manchúes invadieron el sur de China. El 25 de abril los Qing tomaron Yangzhou, provocando el pánico y la huida de Hongguang hacia Wuhu. Su gobierno se rindió en pleno y poco después cayó Nankín. Hongguang fue capturado el 15 de junio y conducido de vuelta a Nankín. Tras ser enviado a Pekín, fue finalmente ejecutado al año siguiente. Sin embargo, la resistencia de los Ming Meridionales perduraría hasta 1662, con el surgimiento de otros emperadores y pretendientes.